# Listă de filme americane din 1918
Aceasta este o listă de filme americane din 1918:
| Titlu                                         | Regizor                           | Actori                                          | Gen                       | Note                                                        |
| --------------------------------------------- | --------------------------------- | ----------------------------------------------- | ------------------------- | ----------------------------------------------------------- |
| The Accident Attorney                         | Bud Fisher                        |                                                 | Comedie                   |                                                             |
| The Accusing Toe                              | King Vidor                        | Sadie Clayton                                   | Comedie                   |                                                             |
| Ali Baba și cei patruzeci de hoți             | Sidney Franklin, Chester Franklin | George Stone, Gertrude Messinger                | Aventură                  | [ 1 ]                                                       |
| All Woman                                     | Hobart Henley                     | Mae Marsh, Jere Austin                          | Comedy                    |                                                             |
| Amarilly of Clothes-Line Alley                | Marshall Neilan                   | Mary Pickford                                   | Drama                     |                                                             |
| America's Answer                              | Edwin F. Glenn                    |                                                 |                           |                                                             |
| Among the Cannibal Isles of the South Pacific | Martin E. Johnson                 |                                                 | Documentary               | [ 2 ]                                                       |
| Are Crooks Dishonest?                         | Gilbert Pratt                     | Harold Lloyd, Snub Pollard                      | Comedy                    |                                                             |
| Arizona                                       | Albert Parker                     | Douglas Fairbanks, Theodore Roberts             | Drama                     |                                                             |
| Back to the Woods                             | Hal Roach                         | Harold Lloyd, Bebe Daniels                      | Comedy                    |                                                             |
| Beat It                                       | Gilbert Pratt                     | Harold Lloyd                                    | Comedy                    |                                                             |
| Beauty and the Rogue                          | Henry King                        | Mary Miles Minter, Allan Forrest                | Crime drama               |                                                             |
| Bees in His Bonnet                            | Gilbert Pratt                     | Harold Lloyd                                    | Comedy                    |                                                             |
| Believe Me, Xantippe                          | Donald Crisp                      | Wallace Reid, Ann Little, Noah Beery            | Comedy                    |                                                             |
| The Bell Boy                                  | Roscoe Arbuckle                   | Fatty Arbuckle, Buster Keaton                   | Comedy short              |                                                             |
| The Blind Adventure                           | Wesley Ruggles                    | Edward Earle, Betty Howe                        |                           | [ 3 ]                                                       |
| The Blue Bird                                 | Maurice Tourneur                  | Tula Belle                                      | Fantasy                   |                                                             |
| The Bond                                      | Charles Chaplin                   | Charles Chaplin, Edna Purviance, Sydney Chaplin | Propaganda                |                                                             |
| Bound in Morocco                              | Allan Dwan                        | Douglas Fairbanks, Pauline Curley               |                           |                                                             |
| Brazen Beauty                                 | Tod Browning                      | Priscilla Dean, Gertrude Astor                  | Comedy                    |                                                             |
| Bride and Gloom                               | Alfred J. Goulding                | Harold Lloyd, Bebe Daniels                      | Comedy                    |                                                             |
| The Bride of Fear                             | Sidney Franklin                   | Jewel Carmen, Charles Gorman                    | Drama                     | [ 4 ]                                                       |
| The Bride's Awakening                         | Robert Z. Leonard                 | Mae Murray, Lew Cody                            | Drama                     |                                                             |
| Bud's Recruit                                 | King Vidor                        | Wallace Brennan                                 | Comedy                    |                                                             |
| The Burden of Proof                           | Julius Steger                     | Marion Davies                                   | Drama                     |                                                             |
| Cecilia of the Pink Roses                     | Julius Steger                     | Marion Davies                                   | Drama                     |                                                             |
| The Chocolate of the Gang                     | King Vidor                        | Thomas Bellamy                                  | Drama                     |                                                             |
| The City of Dim Faces                         | George Melford                    | Sessue Hayakawa and Marin Sais                  |                           |                                                             |
| The City Slicker                              | Gilbert Pratt                     | Harold Lloyd, Bebe Daniels                      | Comedy                    |                                                             |
| Confession                                    | Sidney Franklin                   | Jewel Carmen, L.C. Shumway                      | Drama                     | [ 5 ]                                                       |
| The Cook                                      | Roscoe Arbuckle                   | Fatty Arbuckle, Buster Keaton                   | Comedy                    |                                                             |
| The Craving                                   | John Ford                         | Francis Ford, Mae Gaston                        | Drama                     |                                                             |
| Danger, Go Slow                               | Robert Z. Leonard                 | Mae Murray, Jack Mulhall, Lon Chaney            | Comedy                    |                                                             |
| The Deciding Kiss                             | Tod Browning                      | Edith Roberts, Hallam Cooley                    | Comedy                    |                                                             |
| A Dog's Life                                  | Charles Chaplin                   | Charlie Chaplin, Edna Purviance                 | Comedy                    |                                                             |
| The Embarrassment of Riches                   | Edward Dillon                     | Lillian Walker                                  |                           | [ 6 ]                                                       |
| The Eyes of Julia Deep                        | Lloyd Ingraham                    | Mary Miles Minter, Allan Forrest                | Comedy drama              |                                                             |
| The Eyes of Mystery                           | Tod Browning                      | Edith Storey, Bradley Barker                    | Mystery                   |                                                             |
| Face Value                                    | Robert Z. Leonard                 | Mae Murray, Wheeler Oakman                      | Drama                     |                                                             |
| Fireman Save My Child                         | Alfred J. Goulding                | Harold Lloyd                                    | Comedy                    |                                                             |
| The Floor Below                               | Clarence G. Badger                | Mabel Normand, Tom Moore                        | Comedy                    |                                                             |
| Follow the Crowd                              | Alfred J. Goulding                | Harold Lloyd                                    | Comedy                    |                                                             |
| The Forbidden City                            | Sidney Franklin                   | Norma Talmadge, Thomas Meighan                  | Drama                     |                                                             |
| Friend Husband                                | Clarence G. Badger                | Madge Kennedy, Rockliffe Fellowes               | Comedy drama              |                                                             |
| Fuss and Feathers                             | Fred Niblo                        | Enid Bennett, Douglas MacLean                   | Comedy                    |                                                             |
| A Gasoline Wedding                            | Alfred J. Goulding                | Harold Lloyd, Bebe Daniels                      | Comedy                    |                                                             |
| The Ghost of Slumber Mountain                 | Willis O'Brien                    | Herbert M. Dawley, Willis O'Brien               | Fantasy                   |                                                             |
| The Goddess of Lost Lake                      | Wallace Worsley                   | Louise Glaum                                    | Drama                     |                                                             |
| The Great Love                                | D. W. Griffith                    | George Fawcett, Lilian Gish                     | War drama                 |                                                             |
| The Greatest Thing in Life                    | D. W. Griffith                    | Robert Harron, Lillian Gish                     | War drama                 |                                                             |
| He Comes Up Smiling                           | Allan Dwan                        | Douglas Fairbanks, Marjorie Daw                 | Adventure                 |                                                             |
| Headin' South                                 | Allan Dwan                        | Douglas Fairbanks, Katherine MacDonald          | Romantic comedy           |                                                             |
| Hear 'Em Rave                                 | Gilbert Pratt                     | Harold Lloyd, Bebe Daniels                      | Comedy                    |                                                             |
| The Heart of Humanity                         | Allen Holubar                     | Dorothy Phillips, William Stowell               | Propaganda                |                                                             |
| Hearts of the World                           | D. W. Griffith                    | Lillian Gish, Dorothy Gish                      | WW1 Propaganda            |                                                             |
| Hearts or Diamonds                            | Henry King                        | William Russell, Charlotte Burton               | Drama                     | [ 7 ]                                                       |
| Hell Bent                                     | John Ford                         | Harry Carey, Duke R. Lee                        | Western                   |                                                             |
| Her Only Way                                  | Sidney Franklin                   | Norma Talmadge, Eugene O'Brien                  | Drama                     |                                                             |
| Here Come the Girls                           | Fred Fishback                     | Harold Lloyd                                    | Comedy                    |                                                             |
| Hey There!                                    | Alfred J. Goulding                | Harold Lloyd                                    | Comedy                    |                                                             |
| His Robe of Honor                             | Rex Ingram                        | Henry B. Walthall, Mary Charleson, Noah Beery   | Drama                     | [ 8 ]                                                       |
| Hit Him Again                                 | Gilbert Pratt                     | Harold Lloyd                                    | Comedy                    |                                                             |
| The House of Mirth                            | Albert Capellani                  | Katherine Harris Barrymore                      | Drama                     |                                                             |
| Huck and Tom                                  | William Desmond Taylor            | Jack Pickford, Robert Gordon                    | Comedy drama              |                                                             |
| I'm a Man                                     | King Vidor                        | Martin Pendleton                                | Comedy                    |                                                             |
| It's a Wild Life                              | Gilbert Pratt                     | Harold Lloyd                                    | Comedy                    |                                                             |
| Kicked Out                                    | Alfred J. Goulding                | Harold Lloyd                                    | Comedy                    |                                                             |
| Kicking the Germ Out of Germany               | Alfred J. Goulding                | Harold Lloyd, Bebe Daniels                      | Comedy                    |                                                             |
| The Kingdom of Youth                          | Clarence G. Badger                | Madge Kennedy, Tom Moore                        | Romance                   | [ 9 ]                                                       |
| The Lady of the Dug-Out                       | W. S. Van Dyke                    | Al Jennings, Frank Jennings                     | Western                   | [ 10 ]                                                      |
| The Lamb                                      | Gilbert Pratt, Harold Lloyd       | Harold Lloyd, Bebe Daniels                      | Comedy                    |                                                             |
| The Legion of Death                           | Tod Browning                      | Edith Storey, Philo McCullough                  | Drama                     |                                                             |
| Let's Go                                      | Alfred J. Goulding                | Harold Lloyd, Bebe Daniels                      | Comedy                    |                                                             |
| The Light of the Western Stars                | Charles Swickard                  | Dustin Farnum, Winifred Kingston                | Western                   |                                                             |
| Look Pleasant, Please                         | Alfred J. Goulding                | Harold Lloyd, Bebe Daniels                      | Comedy                    |                                                             |
| The Lost Lie                                  | King Vidor                        | Ruth Hampton                                    | Comedy                    |                                                             |
| The Marriage Ring                             | Fred Niblo                        | Enid Bennett, Jack Holt                         | Drama                     |                                                             |
| Men Who Have Made Love to Me                  | Arthur Berthelet                  | Mary MacLane, Ralph Graves                      | Biopic                    |                                                             |
| Mickey                                        | F. Richard Jones, James Young     | Mabel Normand                                   | Comedy                    |                                                             |
| Moonshine                                     | Roscoe Arbuckle                   | Fatty Arbuckle, Buster Keaton                   | Comedy                    |                                                             |
| Mr. Fix-It                                    | Allan Dwan                        | Douglas Fairbanks, Wanda Hawley                 | Romantic comedy           |                                                             |
| Nine-Tenths of the Law                        | B. Reeves Eason                   | Mitchell Lewis                                  | Drama                     | Featuring an appearance by Eason's son, B. Reeves Eason Jr. |
| Nocturnal Tunes                               |                                   |                                                 |                           |                                                             |
| The Non-Stop Kid                              | Gilbert Pratt                     | Harold Lloyd                                    | Comedy                    |                                                             |
| Nothing But Trouble                           |                                   | Harold Lloyd, Bebe Daniels                      | Comedy                    |                                                             |
| Old Wives for New                             | Cecil B. DeMille                  | Elliott Dexter, Florence Vidor                  | Drama                     |                                                             |
| On the Jump                                   | Alfred J. Goulding                | Harold Lloyd                                    | Comedy                    |                                                             |
| The Ordeal of Rosetta                         | Emile Chautard                    | Alice Brady, Crauford Kent                      | Drama                     |                                                             |
| Out of the Inkwell                            | Max Fleischer, Dave Fleischer     |                                                 | Animated series           |                                                             |
| Out West                                      | Roscoe Arbuckle                   | Fatty Arbuckle, Buster Keaton                   | Comedy                    |                                                             |
| An Ozark Romance                              | Alfred J. Goulding                | Harold Lloyd, Bebe Daniels                      | Comedy                    |                                                             |
| Pipe the Whiskers                             | Alfred J. Goulding                | Harold Lloyd                                    | Comedy                    |                                                             |
| Powers That Prey                              | Henry King                        | Mary Miles Minter, Allan Forrest                | Comedy drama              |                                                             |
| Revenge                                       | Tod Browning                      | Edith Storey, Wheeler Oakman                    | Western                   |                                                             |
| The Richest Girl                              | Albert Capellani                  | Anna Murdock, David Powell                      | Comedy drama              |                                                             |
| The Romance of Tarzan                         | Wilfred Lucas                     | Elmo Lincoln, Enid Markey                       | Adventure                 |                                                             |
| The Safety Curtain                            | Sidney Franklin                   | Norma Talmadge, Eugene O'Brien                  | Drama                     |                                                             |
| Salomé                                        | J. Gordon Edwards                 | Theda Bara, G. Raymond Nye                      | Drama                     |                                                             |
| The Scarlet Drop                              | John Ford                         | Harry Carey, Molly Malone                       | Western                   |                                                             |
| Set Free                                      | Tod Browning                      | Edith Roberts, Harold Goodwin                   | Drama                     |                                                             |
| She Loves Me Not                              |                                   | Harold Lloyd, Bebe Daniels                      | Comedy                    |                                                             |
| Shoulder Arms                                 | Charles Chaplin                   | Charlie Chaplin, Sydney Chaplin                 | Comedy                    |                                                             |
| Sic 'Em, Towser                               | Gilbert Pratt                     | Harold Lloyd                                    | Comedy                    |                                                             |
| The Sinking of the Lusitania                  | Winsor McCay                      |                                                 | short animated propaganda |                                                             |
| Six Shooter Andy                              | Sidney Franklin, Chester Franklin | Tom Mix, Bert Woodruff                          | Western                   |                                                             |
| Social Briars                                 | Henry King                        | Mary Miles Minter, Allan Forrest                | Comedy drama              |                                                             |
| Somewhere in Turkey                           | Alfred J. Goulding                | Harold Lloyd, Bebe Daniels                      | Comedy                    |                                                             |
| The Squaw Man                                 | Cecil B. DeMille                  | Elliott Dexter, Ann Little                      | Western                   |                                                             |
| Stella Maris                                  | Marshall Neilan                   | Mary Pickford                                   | Drama                     |                                                             |
| Swing Your Partners                           | Alfred J. Goulding                | Harold Lloyd, Bebe Daniels                      | Comedy                    |                                                             |
| Tad's Swimming Hole                           | King Vidor                        | Ernest Butterworth                              | Comedy                    |                                                             |
| Take a Chance                                 | Alfred J. Goulding                | Harold Lloyd, Bebe Daniels                      | Comedy                    |                                                             |
| Tarzan of the Apes                            | Scott Sidney                      | Elmo Lincoln and Enid Markey                    | Adventure                 |                                                             |
| That's Him                                    | Gilbert Pratt                     | Harold Lloyd, Bebe Daniels                      | Comedy                    |                                                             |
| Till I Come Back to You                       | Cecil B. DeMille                  | Bryant Washburn, Florence Vidor                 | Drama                     |                                                             |
| The Tip                                       | Billy Gilbert, Gilbert Pratt      | Harold Lloyd, Bebe Daniels                      | Comedy                    |                                                             |
| Treasure Island                               | Sidney Franklin, Chester Franklin | Francis Carpenter, Virginia Lee Corbin          | Adventure                 |                                                             |
| Triple Trouble                                | Charles Chaplin, Leo White        | Charlie Chaplin                                 | Comedy                    |                                                             |
| Two-Gun Gussie                                | Alfred J. Goulding                | Harold Lloyd                                    | Comedy                    |                                                             |
| Two Scrambled                                 | Gilbert Pratt                     | Harold Lloyd, Bebe Daniels                      | Comedy                    |                                                             |
| Under the Yoke                                | J. Gordon Edwards                 | Theda Bara, G. Raymond Nye                      | Drama                     |                                                             |
| Under the Greenwood Tree                      | Emile Chautard                    | Elsie Ferguson, Eugene O'Brien                  | Drama                     |                                                             |
| The Venus Model                               | Clarence G. Badger                | Mabel Normand, Rod La Rocque                    | Romantic comedy           |                                                             |
| We Can't Have Everything                      | Cecil B. DeMille                  | Kathlyn Williams, Elliott Dexter                | Drama                     |                                                             |
| When Do We Eat?                               | Fred Niblo                        | Enid Bennett, Albert Ray                        | Comedy                    |                                                             |
| Which Woman?                                  | Tod Browning, Harry A. Pollard    | Ella Hall, A. Edward Sutherland                 | Drama                     |                                                             |
| The Whispering Chorus                         | Cecil B. DeMille                  | Raymond Hatton, Kathlyn Williams                | Drama                     |                                                             |
| Why Pick on Me?                               |                                   | Harold Lloyd, Bebe Daniels                      | Comedy                    |                                                             |